# Металургия
 Тази статия е за инженерната област.  За икономическата дейност вижте Производство на основни метали.  
Металургията (на старогръцки: μεταλλουργέω – добив на руда, обработка на метали) е клон на инженерството и на материалознанието, изучаващ физичното и химично поведение на металните елементи и техните смеси, наричани сплави.
Металургията е отрасъл със сложна структура, обединяващ проучването, добива и обогатяването на руди и производството на различни видове метали и прокат. В производствено-технологично отношение металургията се поделя на черна и цветна. Металите, които произвежда, са база за развитието на металообработването, машиностроенето и строителството. Черната металургия обхваща добива и обогатяването на руди на черните метали: железни, манганови и хромови руди, както и производството на чугун, стомана и прокат. Цветната металургия обхваща добива, обогатяването на рудите и производството на цветни метали. Суровините, които се използват, са медните и оловно-цинковите руди.

## Етимология
Думата металургия има произход от алхимията (1593) като с нея е обозначавано извличането на метали от минералите. Краят на думата на английски: -urgy обозначава процеса на производство. С това си значение е известна и до 1797 г. в Енциклопедия Британика. В края на 19 век значението на термина е разширено като описва по-общото научно изследване на металите и сплавите и свързаните с тях процеси. Коренът на думата има гръцки произход: μεταλλουργός, matallourgos, „работя с метал“, от μέταλλον, metallon, „метал“ + ἔργον, ergon, „работа“.

## История
Първите доказателства за развитието на металургията датират от 5 – 6 хилядолетие пр.н.е. в археологически разкопки в Майданпек, Ярмовац и Плочник в Сърбия. Най-ранните открити свидетелства за топене на мед са открити в Беловоде. Свидетелството е медна брадва от 5500 г. пр.н.е., принадлежаща на културата Винча. Други следи от древна форма на металургия са открити от трето хилядолетие преди новата ера в различни места като Палмела (Португалия), Кортес де Навара (Испания) и Стоунхендж (Великобритания). Въпреки това, както често се случва с проучването на останки от праисторически времена датирането на останките не може да бъде ясно определена и е възможно да настъпи промяна с друго откритие.
Среброто, медта, калая и желязото могат да бъдат самородни и позволяват ограничено приложение на металургията в ранните култури. Следващият етап на металургията се свързва с откриването на извличането на мед и калай чрез нагряване на скалите и комбинирането на тези два метала, които образуват сплав, наречена бронз. Тази технология датира от 3500 г. пр.н.е. и бележи началото на Бронзовата епоха.
Добивът на желязо от желязна руда и преработката му в подходящ за технологична обработка е много труден процес. Той е въведен от хетите около 1200 г. пр.н.е. и с това бележат началото на желязната епоха. Тайната на извличането му от рудата и обработката му се оказали ключов фактор за успеха на филистимляните.
В исторически аспект черната металургия се развива на по-късен етап от човешкото развитие и може да се намери в голямо разнообразие от минали култури и цивилизации. Такива са антични и средновековни царства и империи на Близкия изток, Персия, Древен Египет, Нубия, Мала Азия, нигерийската култура Нок, Картаген, Древна Гърция и Древен Рим, древните Китай, Индия, Япония и много други. Много приложения, практики, както и устройства, свързани или участващи в металургичния процес са установени в Древен Китай. Такива са въведенията на доменната пещ, чугун, хидравлично задвижвани ковашки чукове и духало с две бутала.
През 16 век Георг Агрикола в книгата си „За минното дело и металургията“ (De re metallica) в 12 тома (с 275 гравюри – от 1556 г., посмъртно) пръв дава систематично описание на полезни изкопаеми, начини за разработването им, на металургичните процеси и др. Книгата му се превръща в основно ръководство за повече от 2 века, а Агрикола е наречен „баща на металургията“.

### История на металургията в България
Според Гордън Чайлд добивът на мед и изработката на медни изделия започва в Мала Азия. Според Колин Ренфрю обаче металургията на Балканския полуостров се развива самостоятелно в резултат на наличието на големи медни находища. Последното е потвърдено от откритото при експедиция през 1969 – 1974 г. в местността „Мечи кладенец“ (Аи-Бунар) около Стара Загора. Тук е съществувал богат минен район, който е експлоатиран през IV хилядолетие пр.н.е. Установено, е че на Балканите в древността са установени два големи центъра за добив и обработка на мед. Единия е в Рудна Глава (Източна Сърбия), а другия в района на Тракия, най-вече в селища покрай Средна гора. Откритите следи са от културата Коджадермен-Гумелница-Караново VI. През Средновековието рударството и металургията са най-развити в района на Чипровци от саксонски рудари. Тук те добивали сребро от полиметалните руди. През 19-век и първите години след Освобождението цветната металургия напълно замира. През 1903 г. френска фирма получава концесия за проучване и експлоатация на мина „Плакалница“. С това започва възраждането на отрасъла в България. До края на Втората световна война той обаче остава слабо развит. Представен е само от фабриката за олово в село Курило, фабриката за черна мед на гара Елисейна и флотационните фабрики край Кърджали и село Средногорци за оловно-цинкови руди. В изброените предприятия годишно са добивани 14 хиляди тона оловно-цинкови и медни руди.
Добивът на руди на черни метали (железни, манганови, хромови и молибденови) е първи етап от черната металургия в страната. Бил е познат по земите още от древността и е служил за основа на примитивната черна металургия в планинските райони, разполагащи с магнетитни пясъци по реките и дървесина като гориво. По този начин възниква черната металургия в района на Самоков. Тук през Възраждането работят 25 видни (примитивни доменни пещи) и 21 мадани (примитивни мартенови пещи). През следните векове примитивна черна металургия е имало развита и в районите на Неврокопско, Кратово, Странджа.

## Видове металургия
Металургията се разделя на черна и цветна. Черната металургия включва добива и обогатяването на черните метали, производство на чугун, стомана и сплави на желязото. Към нея се отнасят и производството на прокат, стоманени, чугунени и други изделия на черните метали. Цветната металургия включва добива, обогатяването на рудата и производство на цветни метали и техни сплави.
Металите, които се отнасят към черната металургия са желязото, хромът и манганът. Всички останали метали спадат към цветната металургия. По физични свойства и предназначение цветните метали биват тежки (мед, олово, цинк, калай, никел) и леки (алуминий, титан, манган).

## Сплави
По-разпространени метали за инженерни цели са: алуминий, хром, мед, желязо, магнезий, никел, титан, цинк и силиций. Тези метали се използват най-често под формата на сплави (с изключение на силиция). Особено голямо внимание се отделя на желязно-въглеродната сплавна система, включваща стомана и чугун. Въглеродните стомани (тези, включващи само желязо и въглерод) се използват за евтини и високоякостни приложения, където тежестта и корозията не са от особено значение.
Неръждаема стомана, галванизирана стомана, никелови, титаниеви или медни сплави се използват там, където устойчивостта на корозия е от значение. Алуминиеви и магнезиеви сплави се използват често, когато е нужен лек и здрав елемент (например в автомобилната промишленост).
Мед-никелови сплави се използват във висококорозивни среди и за немагнитни приложения. Желязо-манган-хромови сплави също се използва за немагнитни приложения (например невертикално пробиване). Суперсплавите, основаващи се на никел, се използват при високотемпературни приложения (например газови турбини, турбокомпресори и топлообменници). За изключително високи температури се използват монокристални сплави. В съвременната електроника, монокристалният силиций с висока чистота е от ключово значение за MOSFET транзисторите и интегралните схеми.